# ولیکی وره، بلاک
ولیکی وره، بلاک (به لاتین: Veliki Vrh, Bloke) یک زیستگاه انسانی در اسلوونی است که در Bloke Municipality واقع شده‌است.

## خصوصیات
ولیکی وره ۳٫۲ کیلومترمربع مساحت و ۶۸ نفر جمعیت دارد و ۷۷۵ متر بالاتر از سطح دریا واقع شده‌است.